# Heliconia episcopalis
Heliconia episcopalis ou chapéu-de-bispo é uma espécie de planta do gênero Heliconia e da família Heliconiaceae.  Ela é usada de forma ornamental em jardins externos.

## Taxonomia
A espécie foi descrita em 1829 por José Mariano de Conceição Vellozo. 
O seguinte sinônimo já foi catalogado:  
- Heliconia ferdinando-coburgii  Szyszyl. ex Wawra

Seu epíteto específico refere-se ao termo latino episcopal, pelo formato parecido com a mitra, ornamento de cabeça usado pelo clero católico. 

## Forma de vida
É uma espécie terrícola e herbácea. 

## Descrição
Possui 7 – 30 brácteas  por inflorescência, formando ângulo de 0º - 45º em relação à raque, dísticas, congestas, decíduas, cimbiformes, lisas, ápice reto, margem reta; externamente amarelas, alaranjadas, vermelhas ou raro amarelo-esverdeadas, pubescentes a hirsutas; internamente amarelas, amarelo-avermelhadas ou raro esverdeadas, glabras; bráctea basal fértil ou estéril, apêndice foliáceo presente ou ausente. 
| Caule              | Caule                                                          |
| ------------------ | -------------------------------------------------------------- |
| rizoma             | paquimorfo                                                     |
| Folha              |                                                                |
| pecíolo            | presente                                                       |
| lâmina foliar      | elíptica/oblonga                                               |
| base               | atenuada/cuneada                                               |
| ápice              | agudo/acuminado                                                |
| Inflorescência     |                                                                |
| tirsóide cincinado | ereta                                                          |
| bráctea            | dística/caduca/congesta/cimbiforme/lisa/pilosa/ápice reto      |
| bractéola          | inteira                                                        |
| Flor               |                                                                |
| botão-floral       | não ressupinado/incluso                                        |
| perianto           | reto/glabro/piloso/pedicelo liso/sépala ventral com ápice reto |
| estaminódio        | plano/convexo/sem marsúpio                                     |
| Fruto              |                                                                |
| drupa - nuculânio  | arredondado/anguloso                                           |

## Conservação
A espécie faz parte da Lista Vermelha das espécies ameaçadas do estado do Espírito Santo, no sudeste do Brasil. A lista foi publicada em 13 de junho de 2005 por intermédio do decreto estadual nº 1.499-R. 

## Distribuição
A espécie é encontrada nos estados brasileiros de Acre, Alagoas, Amazonas, Bahia, Ceará, Espírito Santo, Minas Gerais, Mato Grosso, Rio de Janeiro, Rondônia e Roraima. 
A espécie é encontrada nos  domínios fitogeográficos de Floresta Amazônica, Caatinga e Mata Atlântica, em regiões com vegetação de áreas antrópicas, mata de igapó, floresta de terra firme, floresta de inundação, floresta estacional semidecidual, floresta ombrófila pluvial e restinga.